# چارلز ئی. بنت
چارلز ادوارد بنت (Charles Edward Bennett)‏ (۲ دسامبر ۱۹۱۰–۶ سپتامبر سال ۲۰۰۳)، سیاستمدار آمریکایی بود که از سال ۱۹۴۹ تا سال ۱۹۹۳، عضو مجلس نمایندگان ایالات متحده به نمایندگی از ایالت فلوریدا بود. وی یک دموکرات بود که در شهر جکسون‌ویل فلوریدا زندگی می‌کرد. وی با سابقه‌ترین عضو یکی از مجلسین کنگره در تاریخ فلوریدا بود.

## اوایل سال‌های زندگی
بنت در شهر کانتون نیویورک متولد شد و در پایان دورهٔ کودکی به فلوریدا نقل مکان نمود. وی از دبیرستان تمپا فارغ شد. بنت یکی از اعضای پیشاهنگ عقاب بود و جایزه ممتاز پیشاهنگ عقاب را از سازمان پسران پیشاهنگی آمریکا دریافت نمود.
در تاریخ دانشگاه فلوریدا، بنت تنها فردی است که هم به‌عنوان سردبیر روزنامه دانشجویی (تمساح مستقل فلوریدا) و هم به‌عنوان رئیس انجمن دانشجویی، خدمت کرد. به عنوان سردبیر روزنامهٔ تمساح، سرمقاله‌ای را به طرفداری از انزوا و بر ضد دخالت کشور در جنگ‌های خارجی، نوشت.
بنت مدرک کارشناسی خود را در سال ۱۹۳۲ بدست آورد و سپس در دانشکدهٔ حقوق ثبت نام کرد. پس از فراغت با مدرک دکتری حقوق در سال ۱۹۳۴، در جکسون‌ویل به وکالت پرداخت و در سال ۱۹۴۱ در مجلس قانون‌گذاری ایالتی فلوریدا انتخاب شد.
در در ماه مارس سال ۱۹۴۲، به‌منظور پیوستن به ارتش ایالات متحده، استعفا کرد و در جریان اشغال فلیپین توسط ژاپنی‌ها، به عنوان یک مبارز چریکی با افتخار خدمت کرد. در در خارج، به مرض فلج اطفال مبتلا شد که سبب فلج شدن پاهایش تا اخیر عمر شد. ۱۶ ماه دورهٔ درمان را در یک بیمارستان نظامی در آرکانزاس گذراند و سپس از زانو بند، عصا یا چوب زیر بغل برای راه رفتن استفاده می‌کرد. وی به دریافت مدال لژیون افتخار فلیپین و مدال صلیب طلایی مفتخر گردید. در ایالات متحده مفتخر به دریافت مدال برنز و ستارهٔ نقره‌ای گردید و به عنوان کاپیتان در سال ۱۹۴۷ ترخیص شد.
در سال ۱۹۵۳ با دوروتی جین ازدواج کرد و آن‌ها چهار فرزند داشتند: لوسیندا (سیندی)، چارلز جونیور (که در سال ۱۹۷۷ در اثر مصرف بیش از اندازهٔ مواد مخدر فوت نمود)، جیمز و بروس.

## حرفهٔ سیاسی
بنت پس از جنگ از حوزهٔ انتخابیه دوم آن‌زمان در کنگره انتخاب شد. وی ۲۱ بار دیگر از این حوزهٔ انتخابیه با مرکزیت جکسون‌ویل که در سال ۱۹۶۷ به حوزهٔ انتخابیه تغییر شماره داد شد، انتخاب شد. بنت به‌ندرت با مخالفت شدید مواجه شد، حتی زمانی‌که جکسون‌ویل تحت نفوذ فزایندهٔ جمهوری‌خواهان قرار گرفت. برای مثال، در سال ۱۹۷۲ در برابر رقیب اسمی جمهوری‌خواه (یکی از شش مرتبه‌ای که جمهوری‌خواهان یک رقیب را در برابر وی قرار داند) با ۸۲ درصد آرا برنده شد، حتی در حالی‌که ریچارد نیکسون بیش از ۷۰ درصد رای حوزهٔ انتخابیه را بدست آورد.
در سال ۱۹۵۱، قواعد اخلاقی را تحت عنوان ده فرمان برای کارمندان دولتی پیشنهاد کرد. پس از رابطه نامشروع شرمن آدامز، این سند به‌عنوان نخستین قواعد اخلاقی برای خدمات دولت در سال ۱۹۵۸ به تصویب رسید. در سال ۱۹۵۵ لایحه‌ای را طرح کرد که جملهٔ خدا را باور داریم را به پول کشور درج کرد. وی مانیفست جنوبی سال ۱۹۵۶ را امضا کرد و بر قانون حقوق مدنی سال‌های ۱۹۵۷،‏‏ ۱۹۶۰،‏‏ ۱۹۶۴‏ و ۱۹۶۴ رای منفی داد اما بر قانون حقوق رای‌دهی سال ۱۹۶۵ رای مثبت داد.
برای این‌که برای موکلینش ثابت بسازد که معلولیت وی با خدمتش در کنگره تداخل نمی‌کند، رکورد با طولانی‌ترین سلسله ناگسستنی رای‌های نام خوان ثبت شده بدون غیبت در زمان خواندن رای را، جمع کرد. او هر سال حقوق بازنشستگی معلولیت سربازی خود و چک‌های تأمین اجتماعی را به خزانه‌داری ایالات متحده باز می‌گشتاند تا قروض دولتی کاهش یابد. بودجه کمپین باقی‌مانده به سازمان‌های پارک ملی داده شد. طبق تقویم سالیانه سیاست آمریکایی سال ۱۹۸۰، «وی مخالف حساب‌های دفتری غیررسمی، درآمد خارجی برای اعضا و افزایش حقوق اعضای کنگره است که این امر سبب شد که یکی از همکارانش وی را 'کمی بیش از حد پارسا' نام‌گذاری کند».
اما موضع اخلاقی مستحکم وی برای هم‌کارانش در مجلس نمایندگان که برای وی لقب «آقای پاک» را داده بودند، بیش از حد به نظر می‌رسید. با وجودی‌که مسئول تأسیس نخستین کمیتهٔ موقتی اخلاق در مجلس بود، اما در حین تشکیل نخستین کمیتهٔ رسمی نامی از وی برده نشد.
جای تعجب ندارد که بنت با درنظر داشتن حضور گستردهٔ دفاعی در منطقهٔ جکسون‌ویل، در سیاست دفاعی خود تا حدی تهاجمی بود. او در صف رئیس کمیتهٔ نیروهای مسلح مجلس نمایندگان در سال ۱۹۸۵ قرار داشت، کمیتهٔ نیروهای مسلح یکی از قدرتمندترین هیئت در بدنهٔ مجلس بود و وی تقریباً تمام دورهٔ کاری خود در مجلس را در آن کمیته خدمت کرد. با این‌حال توسط لس آسپین در این پست شکست خورد. در حالی‌که آسپین سابقه خدمت کمی نسبت به بنت داشت، دیدگاه وی در مورد سیاست دفاعی بیشتر با سایر اعضای گروه دموکرات مطابقت داشت.
بنت قرار بود برای دور بیست و سوم در سال ۱۹۹۲ در حوزهٔ انتخابیه چهارم که مجدداً شماره گذاری شده بود، در برابر تیلی فاولر، رئیس شورای شهر جکسون‌ویل و قوی‌ترین رقیب جمهوری‌خواه وی در دهه‌های اخیر، کاندید شود. اما ناگهان پس از مریضی خانمش در سال ۱۹۹۲ از رقابت برای انتخاب مجدد دست کشید. فولر در ماه نوامبر برنده انتخابات شد. در زمان بازنشستگی، وی دومین با سابقه‌ترین عضو مجلس نمایندگان (پس از جیمی ویتن دموکرات همکارش) بود. او هنوز هم یکی از با سابقه‌ترین عضو یکی از مجلسین در تاریخ فلوریدا است. دموکرات‌ها با اثبات این‌که چگونه این حوزهٔ انتخابیه جمهوری‌خواه شد، از زمان بازنشستگی بنت تنها پنج مرتبه نامزدی را در این حوزهٔ انتخابیه معرفی کردند و هیچ‌یکی از آن‌ها بیش از ۳۵ درصد رای نبرده‌است.

## تاریخچه
چارلز بنت یک محقق تاریخ بود که نه جلد کتاب در مورد تاریخ شمال فلوریدا تحقیق و به رشته تحریر درآورد، از جمله ارتشبد مک‌جورج: قهرمان یا سرکش در مورد گرگورمک‌گرگور، لادونیر و فورت کارولین و سه سفر و دوازده در رودخانهٔ سنت جان. بنای یادبود ملی فورت کارولین و محوطهٔ حفاظت از محیط زیست و تاریخی تیموکوآن، هردو در اثر تلاش‌های وی ایجاد شده بودند. وی یگانه فردی است که مفتخر به دریافت جایزه یک عمر دستاورد انجمن تاریخی جکسون‌ویل شده و این انجمن تصریح کرد «سهم وی در تحقیقات اصلی و افزوده‌های وی به بدنهٔ دانش در مورد تاریخ منطقه، حیرت‌آور است».